# Sułtanat kobiet
Sułtanat kobiet (tur. Kadınlar Saltanatı) – okres w historii Imperium Osmańskiego, trwający od 1530 roku przez ok. 130−150 lat, charakteryzujący się istotnym wpływem żon i matek sułtanów na politykę państwa.

## Historia

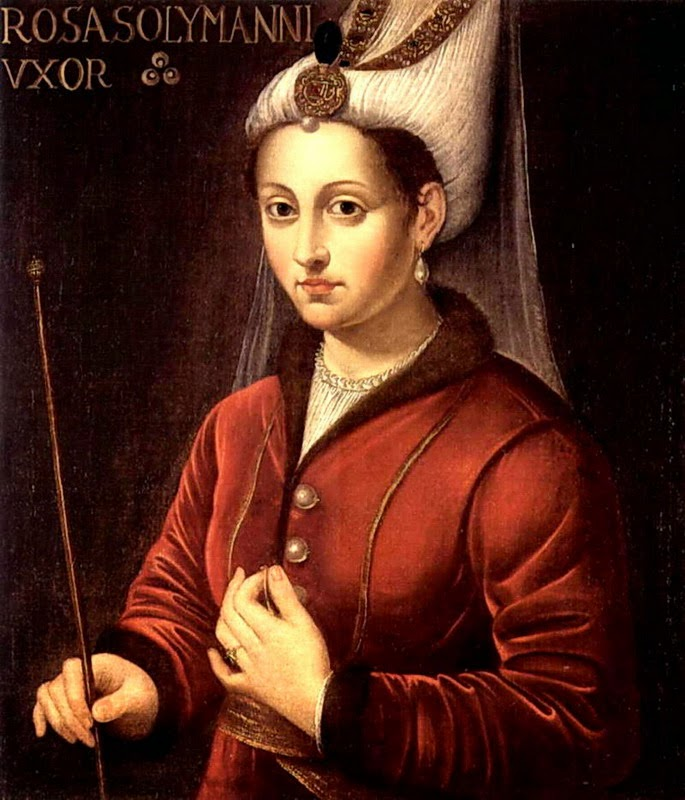
Roksolana – małżonka sułtana Sulejmana Wspaniałego

Rola haremu sułtańskiego w systemie politycznym państwa Osmanów zaczęła rosnąć od zdobycia Konstantynopola w połowie XV wieku. Za początek okresu sułtanatu kobiet uznaje się ślub Sulejmana Wspaniałego z Roksolaną, który został zawarty pod jej naciskiem. Po przeniesieniu haremu do Pałacu Topkapı w 1541 wpływ Roksolany na władcę jeszcze wzrósł. W następnych latach harem stał się strukturą polityczną rządzoną przez matkę panującego sułtana. Matki i żony sułtanów przejęły wówczas kontrolę nad państwem poprzez mianowanie na wysokie stanowiska posłusznych sobie ludzi, a niekiedy osobiście spotykały się z dyplomatami. Równolegle ze wzmacnieniem pozycji kobiet sami sułtanowie coraz mniej czasu poświęcali na rządzenie imperium, skupiając się na życiu haremu.
| Imię            | Tytuł                                       | Lata panowania | Pensja                                                                                 | Mąż                | Syn                | Pochodzenie               | Życie               |
| --------------- | ------------------------------------------- | --- | -------------------------------------------------------------------------------------- | ------------------ | ------------------ | ------------------------- | ------------------- |
| Roksolana       | Haseki Sultan                               | Haseki od 1534 do 1558 | 2000 akcze dziennie jako Haseki                                                        | Sulejman Wspaniały | Selim II           | Rusinka                   | 1505-1558           |
| Nurbanu Afife   | Haseki Sultan Valide Sultan Koregent        | Jako Haseki od ok. 1566 do 1574, Valide i regentka od 1574 do 1583                                                        | 1000 akcze dziennie jako Haseki 3000 akcze dziennie jako Valide                        | Selim II           | Murad III          | Żydówka bądź Wenecjanka   | 1525/1530- 1583     |
| Safiye          | Haseki Sultan Valide Sultan Koregent        | Jako Haseki od 1583 do 1595, Valide i regentka od 1595 do 1605                                                            | 1000 akcze dziennie jako Haseki 3000 akcze dziennie jako Valide                        | Murad III          | Mehmed III         | Albanka bądź Wenecjanka   | ok. 1550- 1605/1618 |
| Handan          | Valide Sultan                               | Valide od 1603 do 1605 | 1000 akcze dziennie jako Valide                                                        | Mehmed III         | Ahmed I            | Greczynka bądź Bośniaczka | ok. 1574-1605       |
| Halime          | Valide Sultan                               | Valide od 1617 do 1623 z przerwą w latach 1618 do 1622                                                                    | 3000 akcze jako Valide, po detronizacji syna 1000 akcze dziennie                       | Mehmed III         | Mustafa I          | prawdopodobnie Czerkieska | 1571/1576-1623      |
| Mahpeyker Kösem | Haseki Sultan Valide Sultan Koregent Regent | Haseki w latach 1605-1617, Valide w latach 1623 do 1651, regentka w latach 1623 – 1632, a po raz drugi w latach 1648-1651 | 1000 akcze dziennie jako Haseki 3000 akcze dziennie jako Valide                        | Ahmed I            | Murad IV Ibrahim I | Greczynka                 | 1590-1651           |
| Turhan Hatice   | Haseki Sultan Valide Sultan Regent          | Haseki w latach 1642-1648, Valide i regentka od 1651 do 1683                                                              | 1000 akcze dziennie jako Haseki Początkowo 2000, potem 3000 akcze dziennie jako Valide | Ibrahim I          | Mehmed IV          | Rosjanka bądź Rusinka     | 1627-1683           |

Inne mniej wpływowe kobiety tamtego okresu
Wykaz ten obejmuje kobiety posiadające pewne wpływy, choć nie tak silne jak np. w przypadku Roksolany.
- Ayşe Hafsa – żona Selima I Groźnego, matka Sulejmana Wspaniałego, pierwsza Valide Sultan.
- Mihrimah – córka Sulejmana Wspaniałego, księżniczka osmańska, najbogatsza kobieta w historii Imperium. Pełniła funkcję Valide dla swojego brata.
- Ismihan – córka Selima II, księżniczka osmańska
- Gevherhan – córka Selima II, księżniczka osmańska
- Ayşe – córka Ahmeda I, księżniczka osmańska
- Fatma – córka Ahmeda I, księżniczka osmańska
- Atike – córka Ahmeda I, księżniczka osmańska
- Ayşe Haseki – żona Murada IV
- Telli Hümaşah – żona Ibrahima I Szalonego
- Şiveker – żona Ibrahima I Szalonego
- Ismihan Kaya – córka Murada IV, księżniczka osmańska
- Emetullah Rabia Gülnûş – żona Mehmeda IV, matka Mustafy II i Ahmeda III